# Nikolaï Afanassiev
Nikolaï Mikhaïlovitch Afanassiev (en russe : Николай Михайлович Афанасьев), né le 14 novembre 1916 et mort le 15 mars 2009), était un concepteur d’armes à feu russe.

## Biographie
Nikolaï Mikhaïlovitch Afanassiev est né le 14 novembre 1916 à Saint-Pétersbourg en Russie. En 1938, il est diplômé d’un Tekhnikum de la mécanisation de l’agriculture.
En 1939, il a été enrôlé pour servir dans un corps blindé en Mongolie, où il a commencé à travailler sur la conception de mitrailleuses. Après l’invasion nazie de l’Union soviétique, il s’est porté volontaire pour servir en première ligne. Il a été autorisé à être un combattant de septembre 1941 jusqu’à l’automne 1942, quand il a été rappelé à l’arrière pour travailler sur l’armement, initialement sur l’amélioration des fusées pour les mortiers de 82 et de 120 mm.
Après 1948, Afanasiev a travaillé au KBP Bureau de conception d’instruments. Il est décédé le 15 mars 2009.

## Conceptions
- Mitrailleuse LAD (1942)[2]
- Afanasev A-12,7 (1950)[1]
- Afanasev Makarov AM-23 (1953)[1]
- un design de bullpup avec lequel il a participé au concours AKM (1955)[3]
- Canon automatique 2A-14 de 23 mm, utilisé dans le ZU-23 (1960) conçu avec P.G. Yakushev[1]
- Canon automatique 2A-7 de 23 mm, utilisé dans le ZSU-23-4 (1960) conçu avec P.G. Yakushev[1]
- TKB-011
- TKB-0136, a participé au projet Abakan[1]
- OTs-02 Kiparis[1]

## Distinctions
- Héros du travail socialiste (1986)[1] pour ses réalisations dans la conception d’armements de canons d’avion
- Deux ordres de Lénine (1963, 1986)[1]
- Ordre de la révolution d'Octobre (1977)[1]
- Ordre de la Guerre patriotique de 2e classe (1963)[1]
- Prix d'État de l'URSS (1967)[1]
- Prix Mosin[1]
- Inventeur honoré de la RSFSR (1968)[1]